# Bánffy

Wapenschild van de familie Bánffy de Losonc

De naam Bánffy is een patroniem dat voorkomt in de familienaam van enkele adelsgeslachten uit het Koninkrijk Hongarije. Bánffy betekent letterlijk "zoon van de ban" en werd toegevoegd ter verhoging van de prestige van de familienaam. Het gaat om de volgende zes families, met elk hun eigen oorsprong.
- Bánffy de Alsólendva
- Bánffy de Felsőlendva
- Bánffy de Losonc
- Bánffy de Nagymihály
- Bánffy de Tallócz
- Bánffy de Bálványos

## Bánffy de Losonc
De familie Bánffy de Losonc(z) is een van de belangrijkste Zevenburgse adelsgeslachten en gaat terug op László Bánffy van Losonc die  stierf in 1427 en uit de adellijke familie Losonci ("van Losonc") stamde. Losonc is de Hongaarse naam voor Lučenec in het huidige Slovakije. Meerdere telgen van het geslacht hebben een belangrijke politieke rol gespeeld, onder andere als gouverneurs van het vorstendom Zevenburgen of leden van de Hongaarse Rijksdag. Ook op cultureel vlak hebben verschillende leden van deze familie een grote invloed uitgeoefend. Als grootgrondbezitters domineerden ze het gebied rond Kolozsvár. In het jaar 1855 werd de titel van graaf verleend. De grafelijke tak stierf echter uit in 1950.

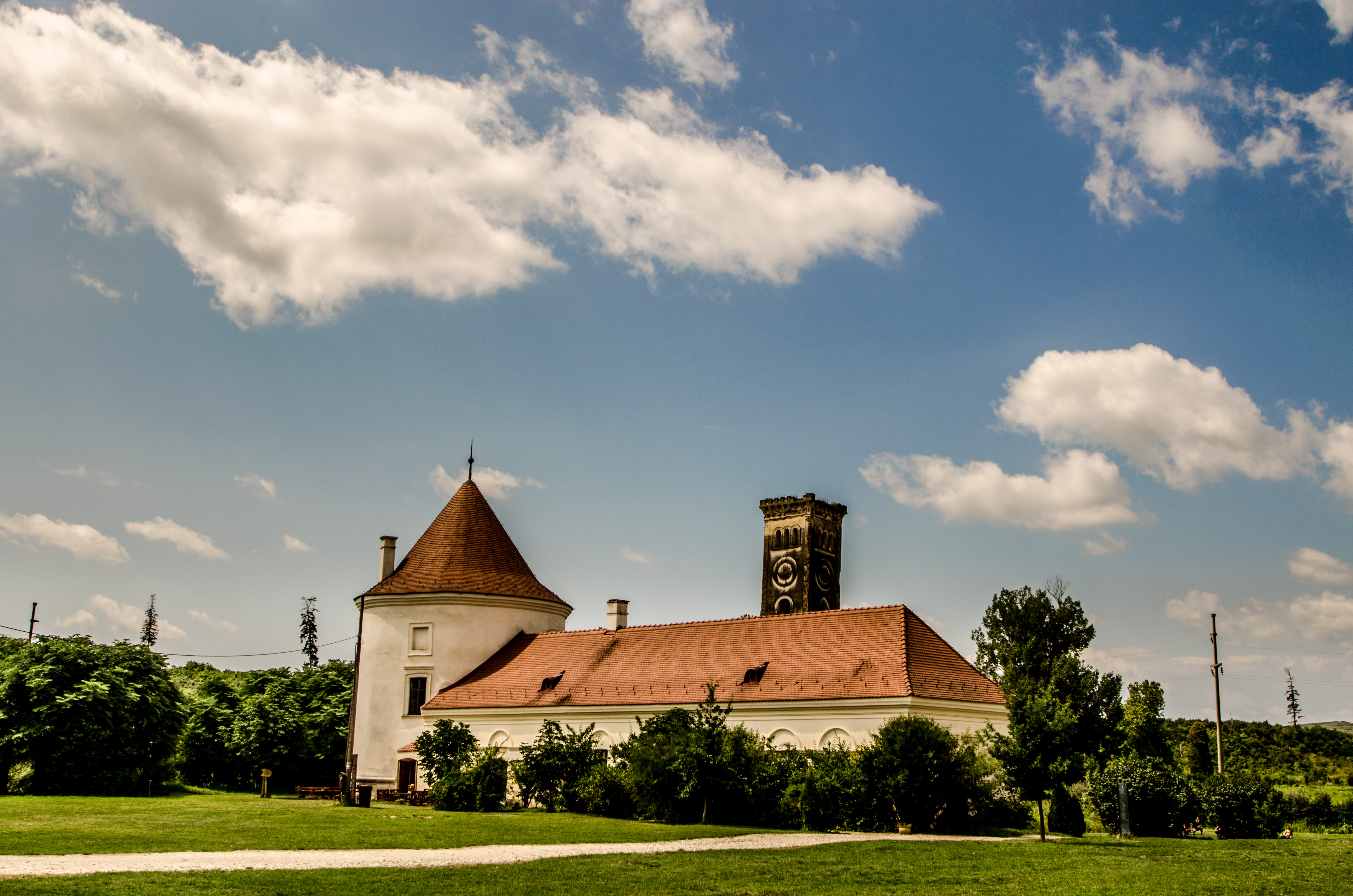
Kasteel Bánffy in Bonțida bij Cluj-Napoca

Vooraanstaande leden van deze familie zijn onder anderen:
- graaf György Bánffy (1661-1708), gouverneur van Zevenburgen (1691-1695)
- graaf György Bánffy (1746–1822), keizerlijk en koninklijk kamerheer, gouverneur van Zevenburgen (1787-1822)
- graaf Dénes Bánffy (1777-1854), keizerlijk en koninklijk kamerheer
- baron János Bánffy (1810-1873), opper-ispán, lid van de Hongaarse Rijksdag
- baron Béla Bánffy (1831-1888), vicevoorzitter van het Huis van Afgevaardigden
- graaf György Bánffy (1845–1929), keizerlijk en koninklijk kamerheer
- baron Dezső Bánffy, premier van Hongarije (1895-1899)
- baron Ferenc Bánffy (1869-1938), schrijver en journalist
- graaf Miklós Bánffy (1873-1950), schrijver en politicus